# Mary MacGregor
Mary MacGregor (Saint Paul, 6 maggio 1948) è una cantante statunitense.

## Biografia
Dopo aver studiato all'Università del Minnesota, Mary MacGreggor ha catturato l'attenzione di Peter Yarrow, partendo in tour con lui come corista. Sotto la Ariola Records ha pubblicato il suo singolo di debutto Torn Between Two Lovers, il quale ha raggiunto la vetta negli Stati Uniti, in Australia e in Canada e la top five in Irlanda, Nuova Zelanda e Regno Unito. Sono seguiti The Girl (Has Turned into a Woman) e For a While, che hanno ottenuto successo minore. Le canzoni sono estratte dal disco d'esordio omonimo al singolo apripista, che si è piazzato alla numero 17 della Billboard 200 e alla 35 in Australia.
Nel 1981 ha scritto ed eseguito due canzoni originali per il film anime Adieu Galaxy Express 999.

## Discografia

### Album in studio
- 1976 – Torn Between Two Lovers
- 1978 – ...In Your Eyes
- 1980 – Mary MacGregor

### Raccolte
- 1979 – Mary MacGregor's Greatest Hits

### Singoli
- 1976 – Torn Between Two Lovers
- 1977 – The Girl (Has Turned into a Woman)
- 1977 – For a While
- 1978 – I've Never Been to Me
- 1978 – Memories
- 1978 – The Wedding Song (There Is Love)
- 1979 – Good Friend
- 1980 – Dancing Like Lovers
- 1980 – Somebody Please
- 1981 – Sayonara